# Radovanu
Radovanu é uma comuna romena localizada no distrito de Călăraşi, na região de Muntênia. A comuna possui uma área de 59.08 km² e sua população era de 4695 habitantes segundo o censo de 2007.